# Werner Heisenberg
« Heisenberg » redirige ici. Pour les autres significations, voir Heisenberg (homonymie).
Werner Heisenberg, né le 5 décembre 1901 à Wurtzbourg (Empire allemand) et mort le 1er février 1976 à Munich (Allemagne de l'Ouest), est un physicien allemand qui est l'un des fondateurs de la mécanique quantique, notamment en mettant en évidence le principe d'incertitude et en développant la formulation probabiliste de la fonction d'onde.
Pendant la Seconde Guerre mondiale, il participe aux recherches atomiques sous le Troisième Reich et fait de la propagande en faveur de l'Allemagne nazie. Capturé après la guerre, il est relâché après plusieurs mois de captivité et retourne en Allemagne, où il poursuit une carrière académique.
Il est lauréat du prix Nobel de physique de 1932 « pour la création de la mécanique quantique, dont l’application a mené, entre autres, à la découverte des variétés allotropiques de l'hydrogène ». Selon des scientifiques et des historiens, Heisenberg n'avait aucun scrupule à développer une bombe atomique pour le compte du régime nazi, mais ce jugement n'est pas largement partagé parmi les spécialistes.

## Biographie

### Enfance
Werner Karl Heisenberg naît le 5 décembre 1901 à Würtzburg dans une famille d'enseignants : son père August Heisenberg est un professeur au lycée de la ville et assistant de littérature byzantine à l'université, sa mère Annie Wecklein est la fille du directeur du lycée dans lequel Werner et son frère aîné Erwin font leurs études. Quand il a neuf ans, la famille s'installe à Munich, où son père a décroché un poste à l'université en 1909.
Heisenberg y fréquente le lycée Maximilien ; il apprend les langues, les mathématiques et la musique ; il joue d'abord du violoncelle puis du piano et est aussi éclaireur scout. Mais ce n'est qu'après 1920, qu'il devient véritablement, au sein du mouvement de jeunesse, un randonneur à travers tout le pays et un pratiquant amateur et assidu dans de multiples domaines sportifs.

### Études
Passionné par les mathématiques, il suit en auditeur libre plusieurs cours de l'université de Munich, notamment sur les méthodes mathématiques de la physique moderne. En fait, il veut sauter les deux années préparatoires de mathématiques et à cette fin, il s'entretient avec un des professeurs de mathématiques, mais ce dernier se montre très critique vis-à-vis des mathématiques appliquées. Dans son autobiographie La Partie et le Tout (Der Teil und das Ganze), Heisenberg décrit l'entrevue comme un désastre : quand le professeur Ferdinand von Lindemann apprend que Heisenberg a lu un livre de Hermann Weyl sur la relativité générale, il rompt l'entretien avec ces mots : « Alors vous êtes vraiment perdu pour les mathématiques, ! ».
Il assiste à la proclamation de la République des conseils de Bavière (d'inspiration communiste) en 1918 et participe à sa répression violente par les Corps francs, comme aide au combat et combattant volontaire.
Il accomplit ses études de physique à l'université de Munich dans le délai record de trois ans, et soutient sa thèse sur « la stabilité des écoulements de fluide et la turbulence » sous la direction d’Arnold Sommerfeld. Après avoir obtenu son doctorat le 23 juillet 1923, il devient dès 1924 l’assistant de Max Born à Göttingen tout en gardant des relations avec son ancien maître Arnold Sommerfeld puis il est lecteur à Copenhague de 1926 à 1927. Il travaille alors avec le physicien théoricien Niels Bohr. C'est au cours des années suivantes qu'avec Max Born et Pascual Jordan, il jette les bases théoriques de la mécanique quantique.

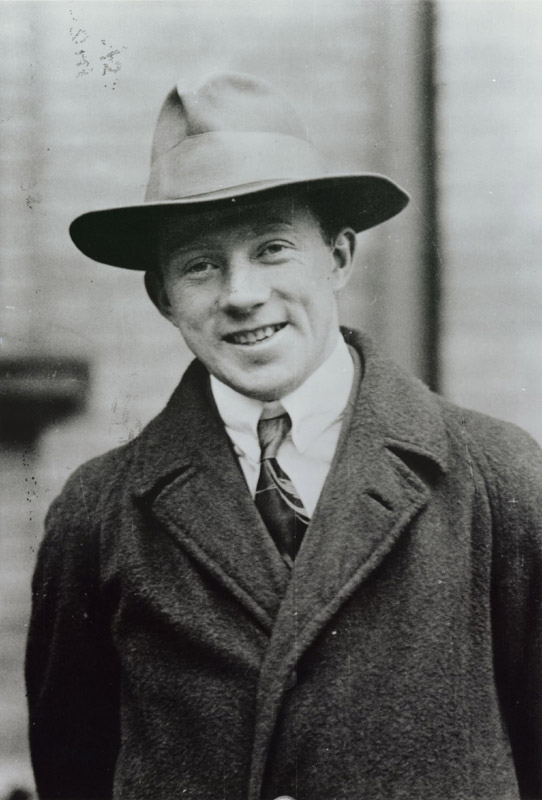
Werner Heisenberg vers 1927.

### Carrière universitaire
Heisenberg est recruté en 1927 comme professeur de physique atomique théorique à l'université de Leipzig, âgé seulement de 26 ans. Il fait de cet établissement universitaire l'un des hauts lieux de la physique théorique (et en particulier de la physique nucléaire) durant l'Entre-deux-guerres en Europe et dans le monde entier. Il y reste jusqu'en 1941, date où il est appelé à l'institut Kaiser-Wilhelm de physique.
En 1929, le jeune physicien donne des cours et des conférences aux États-Unis, au Japon et en Inde.

### Mécanique quantique

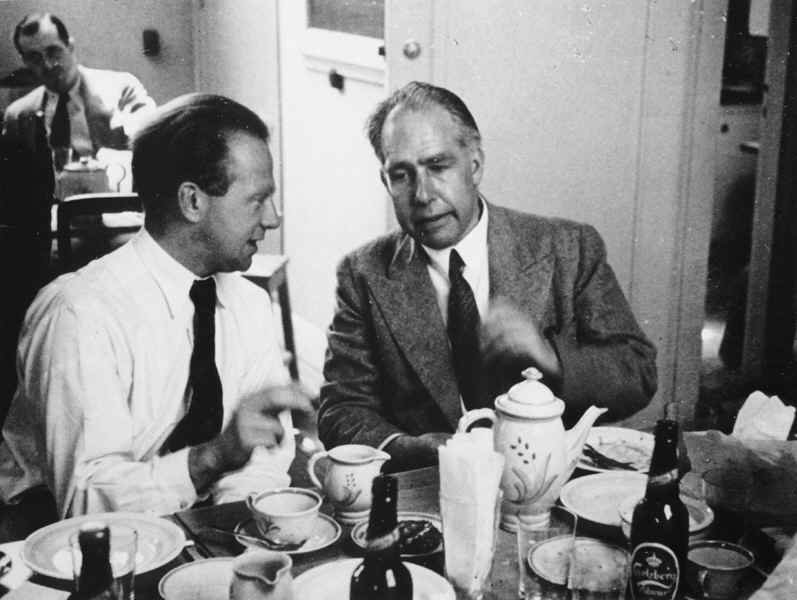
Heisenberg et Niels Bohr avant-guerre.

Heisenberg à l'âge de 23 ans s'exile sur l'île de Heligoland pour soigner une allergie aux pollens de fleurs. Devenu assistant à l'université de Göttingen, il y développe la première formalisation de la mécanique quantique publiée en 1925, en même temps qu'Erwin Schrödinger. Toutefois, le formalisme mathématique est différent ; Heisenberg adopte une formalisation matricielle à multiplication non commutative, la « mécanique matricielle », alors que Schrödinger utilise une approche ondulatoire, où la fonction d'onde est une solution d'une équation aux dérivées partielles (équation de Schrödinger). Pour cette raison, on croit d'abord que les deux théories sont distinctes mais, l'année suivante, Schrödinger établit l'équivalence mathématique des deux formulations. Heisenberg redécouvre d'ailleurs à cette occasion les principaux résultats du calcul matriciel pour les besoins de l'expérimentation ; la théorie complète des matrices ne lui est enseignée que plus tard par le physicien allemand Pascual Jordan. Toutefois, au niveau de la signification physique, ces deux courants de la mécanique quantique restent en opposition. Einstein, qui n'a jamais apprécié l'obscur formalisme matriciel, se pose en adversaire scientifique de ces constructions théoriques[réf. nécessaire].
Le principe d'incertitude, ou mieux le « principe d'indétermination », qu'il énonce en 1927, affirme que la détermination de certains couples de valeurs de physique classique, par exemple la position et la quantité de mouvement, ne peut se faire avec une précision arbitraire. Ce principe affirme simplement qu'une particule quantique n'est jamais un corpuscule décrit par la physique classique. On peut le formaliser sous la forme d'un produit mathématique : Δpx Δx ≈ h où Δpx représente l'indétermination sur la quantité de mouvement, Δx l'indétermination sur la position et h la constante de Planck. Ce produit ne peut être inférieur à la constante h⁄4π (ou bien ħ⁄2, où ħ est la constante de Planck réduite) et donc toute précision dans la mesure d'une des deux quantités classiques se fait au détriment de l'autre. Cette incertitude ou mieux cette indétermination n'est pas liée à une mesure caduque, mais marque la limite des propriétés réelles décrites par une approche par valeurs classiques : améliorer la précision des instruments n'améliorera pas la précision de ces mesures classiques simultanées. La même année, Heisenberg participe au congrès Solvay qui oppose les physiciens sur l'interprétation de ce principe et de la mécanique quantique en général.
À partir de 1929, il travaille avec Wolfgang Pauli à l'élaboration de la théorie quantique des champs.
Il reçoit le prix Nobel de physique en 1933(pour l'année 1932) « pour la création de la mécanique quantique, dont l'application a, entre autres, mené à la découverte des variétés allotropiques de l'hydrogène » (c'est-à-dire l'orthohydrogène et le parahydrogène).
Après la découverte du neutron par James Chadwick en 1932, Heisenberg propose le modèle proton-neutron du noyau atomique, et s'en sert pour expliquer le spin nucléaire des isotopes.

### Sous le régime nazi (1933-1945)
Heisenberg décide de rester en Allemagne nazie dès les débuts du régime, non par sympathie, dira-t-il plus tard, mais pour préserver l'avenir et préparer l'après-guerre de la recherche allemande par des « îlots de stabilité », idée qui lui serait venue d'un entretien avec Max Planck. Le physicien célibataire est d'abord inquiété par les autorités nazies qui le soumettent à une enquête de plus en plus pressante. Sa mère informée fait appel à la mère de Heinrich Himmler, qu'elle connaît personnellement, pour mettre un point final à ces inquiétantes convocations renouvelées avec des incessants interrogatoires sur ses rapports avec Albert Einstein et les autres physiciens juifs ou exilés. Heisenberg prétend rester un simple citoyen obéissant aux lois du Reich et sans engagement politique.
Il joue souvent du piano, régulièrement et brillamment,  à partir de partitions de Bach ou Mozart, de Beethoven ou Schubert, lors des soirées mondaines chez ses amis. Il rencontre Elisabeth Schumacher (1914-1998) au cours d'une petite soirée musicale à Leipzig en janvier 1937. Le couple se marie et fonde une famille composée de sept enfants (dont le futur généticien et neurobiologiste Martin Heisenberg et le physicien Jochen Heisenberg). Sa fille Christine Heisenberg se mariera à l'écrivain et psychologue Frido Mann, petit-fils de Thomas Mann. Un de ses petits-enfants est le réalisateur Benjamin Heisenberg et un autre est le biologiste Carl-Philipp Heisenberg (de).

#### Opposition initiale du régime (1933-1939)
Les nazis arrivent au pouvoir en 1933. En 1934, le physicien allemand Arnold Sommerfeld prend sa retraite. Pour le remplacer, il propose Heisenberg. Mais le gouvernement nazi refuse car ce dernier n'est pas membre du parti et n'est pas connu pour être un partisan du Führer. Ce malentendu dure et finalement un pronazi est nommé à la chaire de physique à l'université de Munich (1935). C'est une défaite pour Heisenberg. L'institut Heisenberg est débaptisé en faveur d'un scientifique nazi (Philipp Lenard).
En 1936, un article du Volkischer Beobachter, le quotidien du parti nazi, dénonce la « physique juive (les Juifs et leurs acolytes) » qui ont envahi l'université allemande, et demande à purger ces éléments pour rétablir une université aryenne allemande. Heisenberg n'est pas cité mais il est clairement visé. Heisenberg demande alors un droit de réponse au Volkischer Beobachter, qui lui est refusé. Cette fois, l'aile armée du parti s'en mêle : en 1937, c'est le journal des SS, le Schwarze Korps qui, le 15 juillet 1937, l'accuse publiquement de « faire de la physique juive », d'être « l'esprit de l'esprit d'Einstein ». Heisenberg est insulté. On lui reproche d'être « le Juif blanc de la science » (c'est-à-dire un aryen qui agit comme un juif), on le surnomme l'« Ossietzky de la Physique », on appelle même à son meurtre, à son « élimination ». Heisenberg craint pour sa vie car les Juifs ont été violemment attaqués et incarcérés. Heisenberg riposte avec un éditorial et une lettre à Himmler, un des hommes forts du parti nazi, dans une tentative de résoudre le problème et de « retrouver son honneur ».
Heureusement pour lui, sa mère est une amie intime de celle de Heinrich Himmler, le chef de la SS, qui décide de lancer une enquête officielle qui blanchit son nom. Dans une lettre au général de la police nazie Reinhard Heydrich, Himmler déclara que l'Allemagne ne peut pas se permettre de perdre un enseignant (tel que Heisenberg) d'une génération de scientifiques ou de le faire taire. Un an après, Heisenberg est pratiquement réhabilité, les attaques cessent ; en échange, il s'engage à ne plus parler de « physique juive », à ne plus mentionner publiquement les noms d'Einstein et Bohr. Il ne fait toutefois pas partie du programme de recherche nucléaire militaire. Ce n'est qu'en 1942, quand le programme est abandonné par les militaires, qu'il en prend la tête.

#### Le travail pendant la Seconde Guerre mondiale (1939–1945)

##### À la recherche de la bombe nucléaire
Dès décembre 1938, le chercheur Otto Hahn découvre la fission nucléaire. La voie vers un réacteur et une bombe nucléaire est ouverte. Un programme militaire allemand, l'Uranverein (ou Uranprojekt), est mis sur pied dès 1939 pour mettre au point la première bombe atomique de l'Histoire. Heisenberg n'en fait formellement pas partie. Il travaille sur le volet civil, la mise au point d'un réacteur nucléaire.
En juin 1939, Heisenberg se rend aux États-Unis et rend visite à Samuel A. Goudsmit à l'université du Michigan ; il refuse une invitation à émigrer aux États-Unis, et ne revoit Goudsmit que six ans plus tard, lorsque celui-ci est devenu le principal conseiller scientifique de l'opération américaine Alsos, à la fin de la Seconde Guerre mondiale.
À la fin de 1941, le programme militaire est officiellement abandonné en Allemagne car trop coûteux[réf. nécessaire] et seul le volet civil est conservé. De 1942 à 1945, Heisenberg dirige l’Institut de Physique Kaiser-Wilhelm à Dahlem et enseigne à l’université Humboldt de Berlin. De 1942 à 1945, Heisenberg dirige donc le programme nucléaire allemand, qui n'a officiellement pas de but militaire. Il n'arrive pas à développer de réacteur nucléaire ; le 23 juin 1942, son prototype de réacteur nucléaire explose. Les bombardements alliés sur l'Allemagne, les restrictions budgétaires et en matières premières, et une approche théorique incomplète empêchent Heisenberg de mener à bien ce projet. C'est, dit-il, avec un grand étonnement qu'il apprend l'explosion d'une bombe atomique en 1945.

##### Au service de la propagande nazie
Cependant, entre 1941 et 1944, Heisenberg participe à plusieurs voyages de propagande nazie en Hongrie, au Danemark, aux Pays-Bas et en Pologne, dans le rôle d'éminence culturelle, accompagné par des officiels du parti nazi et célébré par les autorités militaires d'occupation, pour gagner les élites locales à la collaboration. Et lors de ses entretiens avec Niels Bohr à Copenhague en septembre 1941, il lui dit sa « ferme conviction que l'Allemagne gagnera la guerre et que nous étions fous d'espérer (sa défaite) et de refuser la collaboration », et lui donne la nette impression que « sous (sa) direction, tout était fait en Allemagne pour fabriquer l'arme nucléaire ». Cette réunion jette un froid entre Heisenberg et Bohr, lequel est exfiltré peu de jours après vers la Suède puis l'Angleterre et de là aux États-Unis à Los Alamos.
En 1943, Heisenberg se rend aux Pays-Bas où il confie qu'une victoire de l'Allemagne serait un moindre mal. En Pologne occupée, dirigée par Hans Frank, un ami d'enfance, il prononce un discours réservé aux Allemands.

##### Controverse concernant son implication dans le projet nazi de bombe atomique
Après la guerre, Heisenberg se présente comme un savant ayant été capable de construire la bombe mais qui a refusé de le faire pour ne pas servir Hitler. Cette vision de l'histoire a suscité une controverse. Elle a été défendue notamment par l'écrivain allemand Robert Jungk en 1957 dans son livre Plus clair que mille soleils. Heisenberg et Jungk expliquaient que Bohr avait mal interprété les paroles du savant allemand. Mais, trente ans plus tard, en 1990, Jungk s'est rétracté, accusant un collègue de Heisenberg, von Weizsäcker, de l'avoir trompé, et accusant Heisenberg de l'avoir trompé également.
Certaines personnes ont continué de tenir pour véridiques les déclarations d'Heisenberg, tel le journaliste Thomas Powers (Le mystère Heisenberg, 1992) et le dramaturge Michael Frayn (Copenhague, 1998), qui considèrent qu'il aurait pu fabriquer la bombe mais, par bonté d'âme, a refusé de le faire.
De nombreux historiens des sciences considèrent cependant désormais que Heisenberg était favorable au programme allemand d'arme nucléaire, en dépit de ses dénégations postérieures. La preuve principale réside dans les lettres que Bohr écrivit à Heisenberg dans les années 1950 et 1960, sans se résoudre à les envoyer, et qui furent publiées seulement dans les années 1990 par l'Institut Niels Bohr de Copenhague,. Dans celles-ci, Bohr précise que Heisenberg, lors de leur rencontre en 1941, n'exprime aucun scrupule moral concernant le projet allemand de bombe atomique, lui a dit avoir passé les années précédentes à travailler sur ce projet, et être convaincu qu'elle déciderait de l'issue de la guerre.
Pour les physiciens Samuel Goudsmit (Alsos Mission, 1947) et Jeremy Bernstein (Hitler's uranium club : the secret recordings at Farm Hall, 2001) ainsi que les historiens David Cassidy (Uncertainty : the life and science of Werner Heisenberg, 1992) et Paul Lawrence Rose (Heisenberg and the Nazi atomic bomb project, 1998), Heisenberg était dans l'impossibilité matérielle de faire la bombe (par manque de moyens et par une approche théorique inadéquate) mais il l'aurait certainement produite s'il avait pu car il le désirait ardemment ; c'est également l'avis du physicien Sébastien Balibar, qui rejette aussi l'idée que Heisenberg ait voulu cacher aux nazis la possibilité de construire des armes nucléaires. De même, l'historien Mark Walker ne croit pas aux affirmations faites par Heisenberg après la guerre, qui prétendait que lui et ses collègues avaient gardé le contrôle de la recherche, qu'ils avaient reçu l'ordre de ne développer que les applications pacifiques, et que la question morale avait dominé leur pensée. Au contraire, Walker analyse comment les physiciens allemands ont réussi après guerre à éviter la purge, et le rôle prépondérant d'Heisenberg.

##### Le réacteur B-VIII et ses cubes d'uranium
Alors que les forces alliées avancent au cours de l’hiver 1944, Heisenberg déplace son équipe dans la cave d'un château de la petite ville d'Haigerloch, au sud-ouest de l’Allemagne. C’est là qu'est construit le réacteur B-VIII composé de « 664 cubes d’uranium enfilés avec des câbles d’avion, puis immergés dans un réservoir d’eau lourde protégé par du graphite pour éviter l’exposition aux radiations ». Chaque cube métallique « à la surface irrégulière », mesure 5 cm de côté et pèse plus de 2 kg. Mais, comme Heisenberg le reconnaîtra, « la quantité d’uranium dans les cubes était insuffisante pour déclencher une réaction nucléaire soutenue »[réf. nécessaire].
Lors de l’arrivée des Alliés au mois d’avril 1945, une équipe américaine se met à la recherche d'Heisenberg, qui démonte le B-VIII et enterre les cubes d’uranium dans un champ. Il s’échappe dans la nuit à bicyclette avec un sac à dos rempli de quelques-uns de ces blocs radioactifs. Dans la cave du château, les Alliés découvrent les morceaux du réacteur nucléaire expérimental et 659 des cubes d’uranium.

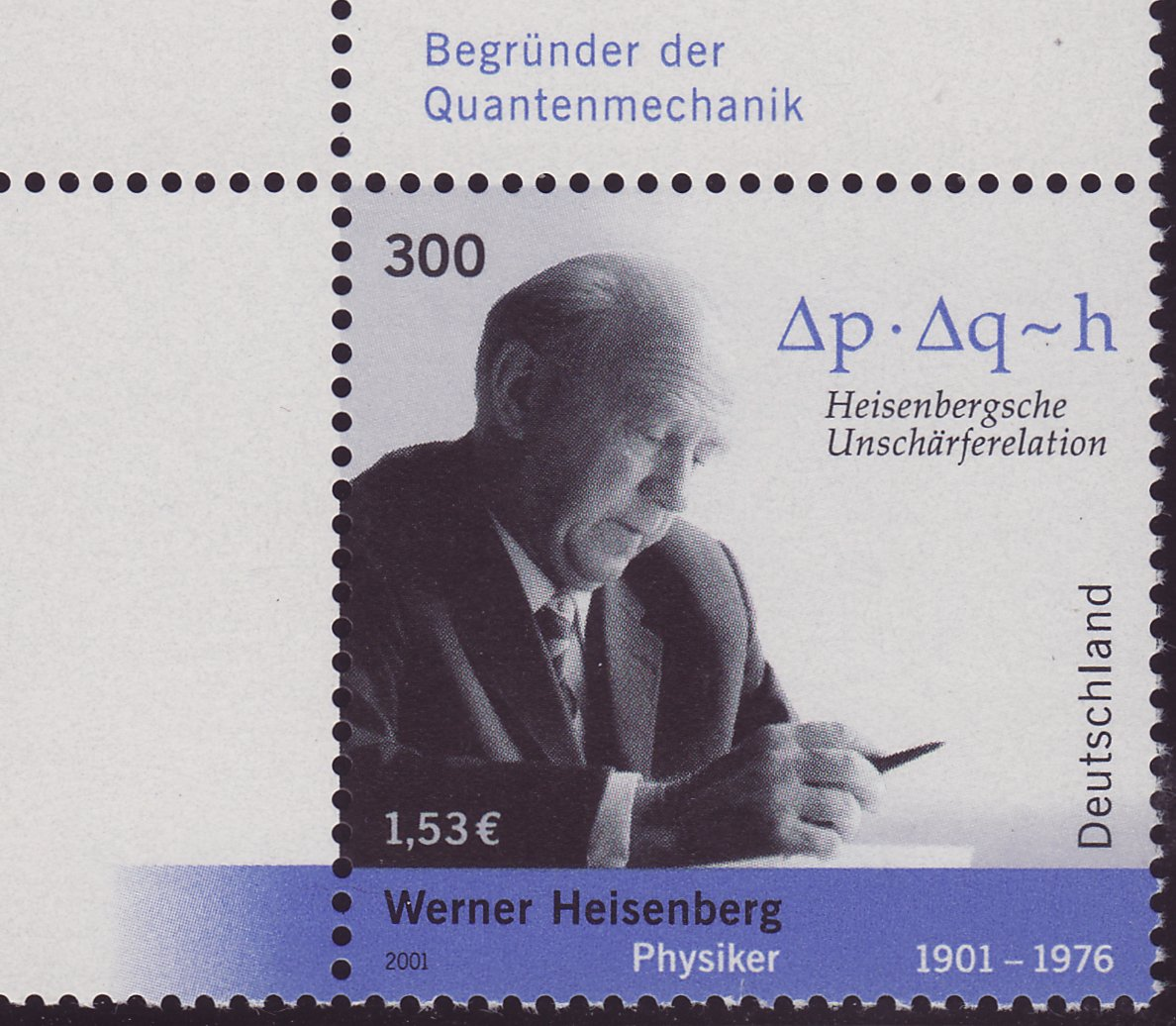
Werner Heisenberg, figure allemande de l'après-guerre.

Heisenberg et d'autres de ses collègues chercheurs allemands de la bombe sont finalement capturés et les cubes d'uranium sont récupérés.
Les scientifiques sont internés pendant six mois, de juillet à fin décembre 1945, dans un manoir du MI6 à Farm Hall près de Cambridge en Angleterre, par la couronne britannique, internement qui se poursuit ensuite dans la maison Albersmeyer à Alswede près de Lübbecke,. Les microphones installés enregistrent leurs conversations au moment du largage des bombes sur Hiroshima et Nagasaki en août 1945, et « leur réaction principale était une sorte de vexation de n’avoir pas été capables de réaliser ce que les Américains (dont de très nombreux émigrés d’origine allemande) avaient réussi ». Il s'agissait aussi de savoir pour eux comment les Américains avaient pu fabriquer cette bombe. Il n'y a aucune preuve dans les transcriptions des conversations que Heisenberg ou les autres physiciens aient tenté de perturber le programme nucléaire nazi mais dans ces transcriptions, cependant, il y a des preuves que Heisenberg était au courant des politiques nazies d'assassinats.

### Après-guerre
Par la suite, Werner Heisenberg, prématurément vieilli, continue ses travaux de physique après la guerre et défend la création de la Deutsche Forschungsgemeinschaft (Conseil de recherche allemand). Sa fondation de recherche allemande est retardée faute de moyens et de bâtiments mais il en est nommé président en 1951. Directeur de l'Institut Max-Planck concernant la physique, institut nouvellement créé, il préside plus tard également la fondation Alexander von Humboldt.

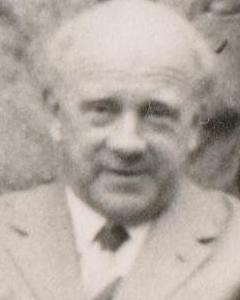
Werner Heisenberg à Copenhague en 1963.

Avec d'autres physiciens, les « 18 de Göttingen », il écrit une lettre au chancelier Konrad Adenauer afin que ce dernier abandonne le projet de développement d'une bombe atomique, considérant que l'Allemagne devait développer plutôt ce qu'on appellerait son « soft power » (avant la lettre).

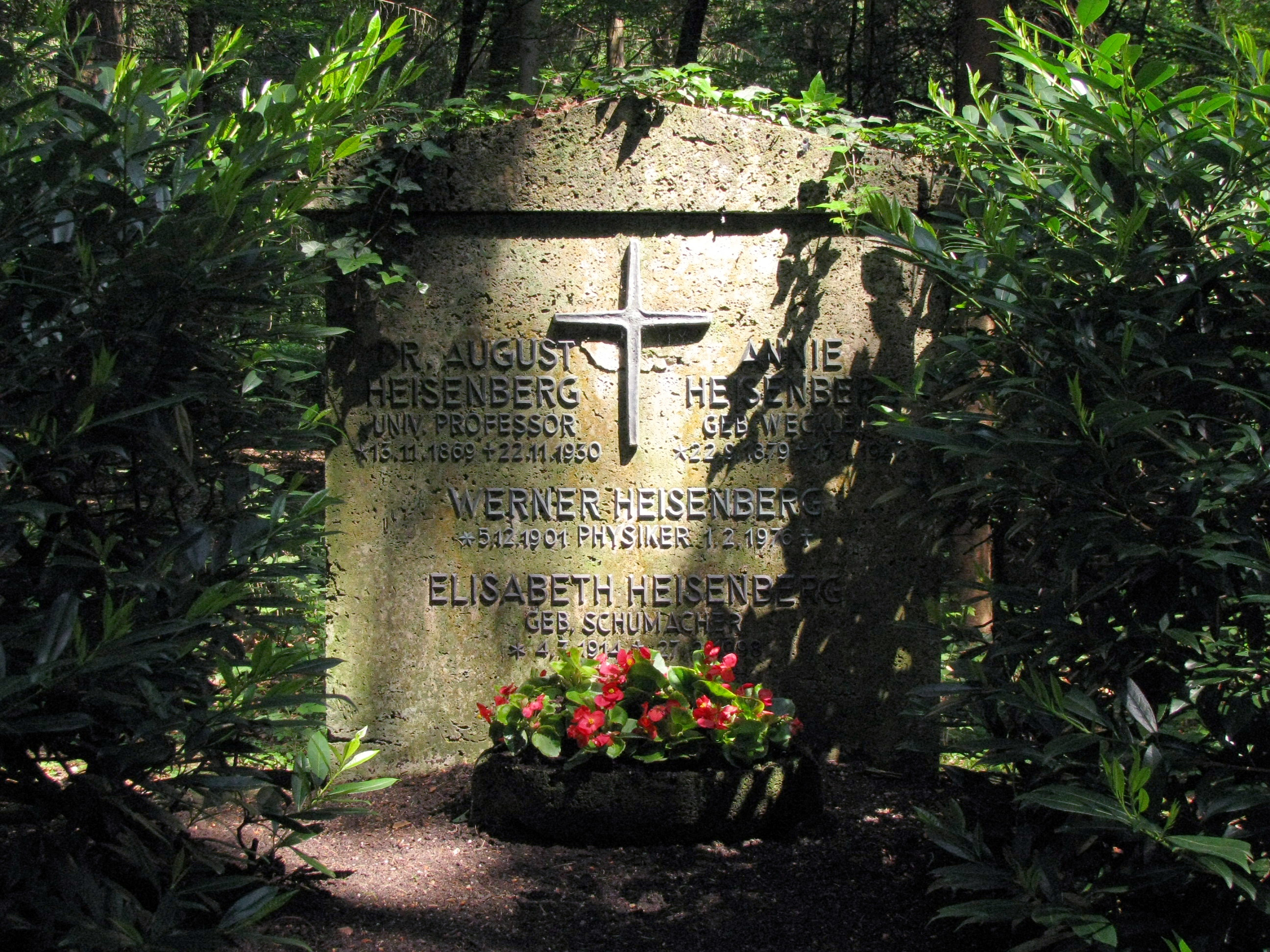
Sépulture au Waldfriedhof de Munich.

Heisenberg écrit plusieurs ouvrages de vulgarisation, ainsi qu'un livre intitulé Der Teil und das Ganze (La Partie et le Tout), à propos de sa vie, de son amitié avec Niels Bohr et de l'évolution de la physique quantique.
Heisenberg meurt d'un cancer du rein à Munich. Il est enterré dans la partie ancienne du cimetière de la forêt de Munich, tombe no 163-W-29.

## Œuvres

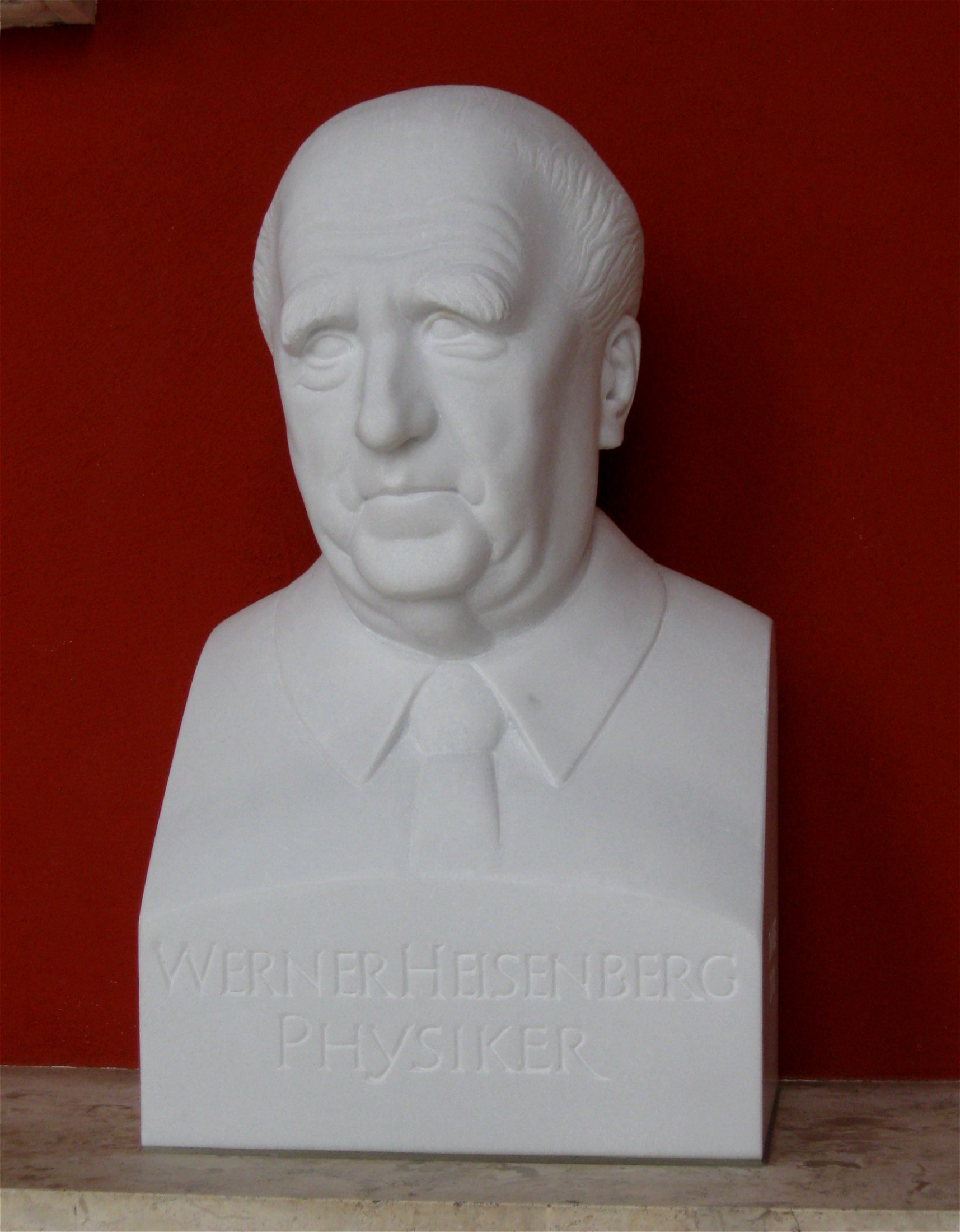
Buste de Heisenberg dans le Temple de la renommée de Munich.

- La physique du noyau atomique [« Die Physik der Atomkerne »] (trad. de l'allemand par Charles Peyrou, préf. Louis Leprince-Ringuet), Paris, Albin Michel, coll. « Sciences d'aujourd'hui », 1954, 215 p. (BNF 32232908)

- La recherche nucléaire en Allemagne, dans Revue mensuelle des questions allemandes, no 4, Strasbourg, 1955, p. 443–452[39].
- Physique et philosophie : la science moderne en révolution [« Physics and philosophy: the revolution in modern science »] (trad. de l'anglais par Jacqueline Hadamard), Paris, Albin Michel, coll. « Les savants et le monde », 1961, 253 p. (BNF 33040078)

- Werner Heisenberg (trad. B. Champion et E. Hochard, préf. Louis de Broglie), Les principes physiques de la théorie des quanta, Paris, J. Gabay, coll. « Grands classiques Gauthier-Villars », 1990 (ISBN 978-2-87647-080-4, OCLC 32143057)

- La nature dans la physique contemporaine, Gallimard 1962, réédition en 2000 chez Gallimard, coll. « Folio Essais »

- La partie et le tout: le monde de la physique atomique, souvenirs, 1920-1965 [« Der Teil und das Ganze : Gespräche im Umkreis der Atomphysik »] (trad. de l'allemand par Paul Kessler), Paris, Albin Michel, coll. « Les savants et le monde », 1972, 335 p.Réédité dans la collection Champs (no 215), Flammarion (1990)  (ISBN 2-08-081215-7)

- Le manuscrit de 1942, Allia (2003)  (ISBN 2-84485-116-9).

## Heisenberg dans la fiction

### Roman
- Jérôme Ferrari, Le principe, Actes Sud, 2015 (ISBN 978-2-330-04871-6).

### Bande dessinée
- Alcante, Bollée et Rodier, La Bombe, Glenat, 2020 (EAN 978-2344020630).
- Jacques Martin, Christophe Alvès et François Corteggiani, Le Principe d'Heisenberg, Casterman, coll. « Lefranc », 2017 (EAN 9782203119871)

### Cinéma et télévision
- The Heavy Water War : Les Soldats de l'ombre, série télévisée norvégienne en 6 épisodes de 45 minutes, raconte la guerre de l'eau lourde et propose un portrait nuancé de Heisenberg.
- Dans la série Breaking Bad, le chimiste Walter White utilise le pseudonyme « Heisenberg » dans son activité de production illégale de méthamphétamine[40].
- Dans le téléfilm Copenhagen (2002) de Howard Davies, il est interprété par Daniel Craig.
- Dans le téléfilm en 3 parties La Course à la bombe, il est interprété par Michael Ironside[41].
- Dans la série Genius, il est interprété par Christian Rubeck.
- Dans la série Le Maître du Haut Château, l'Allemagne nazie gagne la Seconde Guerre mondiale à la suite de l'explosion sur Washington D.C de la bombe Heisenberg, bombe atomique créée par lui-même et ses scientifiques.
- Dans le film Oppenheimer de Christopher Nolan, il est interprété par Matthias Schweighöfer.

#### Bases de données et dictionnaires
- Ressources relatives à la recherche :   - Atomic Heritage Foundation
  - INSPIRE-HEP
  - Mathematics Genealogy Project
  - Scopus
- Ressources relatives à la musique :   - Discogs
  - MusicBrainz
- Ressource relative à la vie publique :   - Documents diplomatiques suisses 1848-1975
- Notices dans des dictionnaires ou encyclopédies généralistes :   - Britannica
  - Brockhaus
  - Den Store Danske Encyklopædi
  - Deutsche Biographie
  - Enciclopedia De Agostini
  - Gran Enciclopèdia Catalana
  - Hrvatska Enciklopedija
  - Internetowa encyklopedia PWN
  - Nationalencyklopedin
  - Munzinger
  - Proleksis enciklopedija
  - Sächsische Biografie
  - Store norske leksikon
  - Treccani
  - Universalis
  - Visuotinė lietuvių enciklopedija
- Notices d'autorité :   - VIAF
  - ISNI
  - BnF (données)
  - IdRef
  - LCCN
  - GND
  - Italie
  - Japon
  - CiNii
  - Espagne
  - Belgique
  - Pays-Bas
  - Pologne
  - Israël
  - NUKAT
  - Catalogne
  - Suède
  - Vatican